# Mousquetaire 2
Pour les articles homonymes, voir Mousquetaire (homonymie).
Albums de Romain Humeau
Mousquetaire #1
(2016) Échos
(2020)
Mousquetaire #2 est le quatrième album studio du chanteur français Romain Humeau sorti le 25 janvier 2018.
Deuxième volet d'un album dont les 30 chansons devaient à l'origine sortir en même temps, Mousquetaire #2 est le premier disque publié par Seed Bombs Music, le nouveau label créé en juin 2017 ,,.

## Liste des titres
Écrits et composés par Romain Humeau sauf mentions
| No  | Titre                              | Auteur               | Durée |
| --- | ---------------------------------- | -------------------- | ----- |
| 1.  | Chercher                           |                      | 4:01  |
| 2.  | Quixote                            |                      | 3:29  |
| 3.  | Tabloïds                           |                      | 4:14  |
| 4.  | Do The Math                        |                      | 2:42  |
| 5.  | Tram Track to the Blue             |                      | 5:00  |
| 6.  | Artichaut                          |                      | 4:44  |
| 7.  | Trop nul pour mourir               |                      | 4:01  |
| 8.  | Naked Lunch                        |                      | 3:51  |
| 9.  | Rob the Robbers                    |                      | 1:59  |
| 10. | Rock the Rockers (feat. BiLLy bOY) | - Billy Boy - Humeau | 3:53  |
| 11. | Nyppon Cheese Cake                 |                      | 7:39  |
| 12. | Loveless                           |                      | 3:43  |
| 13. | Smartly Stupid (feat. Slomy)       | - Humeau - Slomy     | 4:25  |
| 14. | French Pop vs English Wine         |                      | 3:38  |

## Musiciens
- Romain Humeau : chant, chœurs, batterie, percussions, programmations, guitares, piano, clavecin, vocoder, mélodica, xylophone, vibraphone, synthétiseurs, basse
- Nicolas Bonnière : programmations, sitar, Kaos Pad
- Estelle Humeau : contrebasse sur Nyppon Cheese Cake, piano sur Loveless
- Guillaume Marsault : batterie sur Do the Math et Rob the Robbers
- Joseph Doherty : saxophone, violon
- Ella Doherty : chœurs sur Rock the Rockers